# 尼姆鲁德

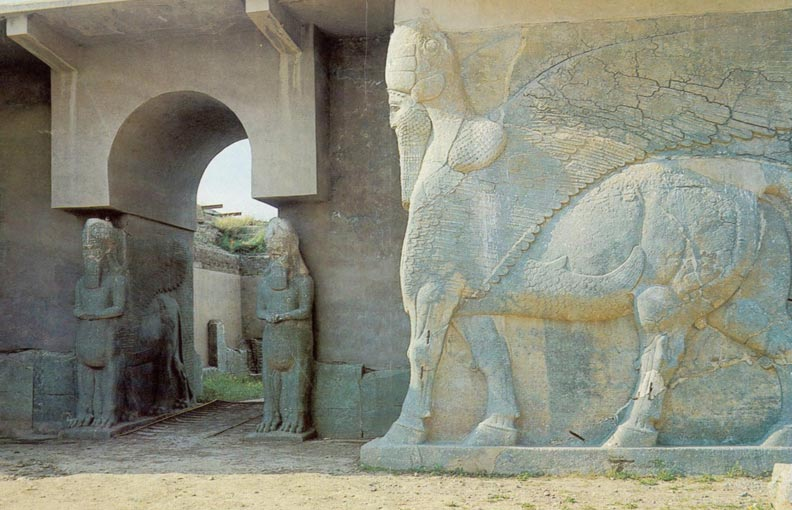
亚述那西尔帕宮殿西北的捨杜與拉瑪蘇，毀於2015年3月。

卡拉赫（阿卡德语：𒌷𒆗𒄩，圣经译迦拉），又称尼姆鲁德（阿拉伯語：النمرود），伊拉克古城，位于摩苏尔以南。公元前13世纪撒缦以色一世建立。亚述纳西拔二世时期选此为王室驻地和军事首府，此后日渐重要。最重要的建筑物是公元前798年建立的文学之神那波及其配偶的神殿。神殿藏书室及附属房舍中收有许多宗教和亚述文献及以撒哈顿的遗嘱。外城最重要的建筑物为占地12英亩的军火库。从这些建筑物中曾发掘出数千件牙雕，多为公元前9世纪至公元前8世纪制品，是当前世界上最丰富的牙雕宝藏。公元前7世纪，由于萨尔贡二世迁都尼尼微，此城地位低落。
伊斯蘭國武裝分子從2015年3月5日開始破壞當地古蹟。2016年11月13日，伊拉克政府軍收復尼姆魯德，之後的來訪者確認古城遺址已有90%已遭到破壞。目前該遺址的修復工作正在進行中。